# Prix Frederick W. Lanchester
Le prix Frederick W. Lanchester est une distinction décernée par l' Institute for Operations Research and the Management Sciences (INFORMS) doté de $5000 et d'un médaillon. Il récompense la meilleure contribution à la recherche opérationnelle et les sciences du management publiée en anglais. Il porte le nom de Frederick W. Lanchester.

## Lauréats
- 1954 Leslie C. Edie
- 1955 Georges Brigham
- 1956 Richard E. Zimmerman
- 1957 Maurice Allais, Clayton J. Thomas et Walter L. Deemer, Jr
- 1959 Robert E. Chandler, Robert Herman, Elliott Waters Montroll, Renfrey Potts (en), Denos Gazis, Richard Rothery et Alec M. Lee
- 1960 Herman F. Karreman
- 1961 Elio Ventura
- 1962 Robert M. Oliver et Aryeh Samuel
- 1963 Paul C. Gilmore et Ralph E. Gomory
- 1964 F.M. Scherer (en)
- 1965 Michel Balinski et Rufus Isaacs
- 1966 Stafford Beer
- 1967 Douglass J. Wilde et Charles S. Beightler (en)
- 1968 Fiacco, McCormick et Philip M. Morse
- 1969 Harvey M. Wagner (en)
- 1971 Edward E. David Jr. (en), John G. Truxal (en) et Emil Joseph Piel
- 1972 Richard Larson (en)
- 1973 Herbert Scarf, Terje Hansen, Louis M. Goreux et Alan S. Manne
- 1974 Peter Kolesar et Warren E. Walker
- 1975 Lawrence D. Stone
- 1976 Ralph Keeney, Howard Raiffa (en) et Leonard Kleinrock
- 1977 Richard Karp, Gérard Cornuéjols, Marshall L. Fisher et George Nemhauser
- 1978 Non attribué
- 1979 Michael R. Garey et David S. Johnson
- 1980 David M. Eddy (en)
- 1981 David Hopkins et William Massy
- 1982 Karl Heinz Borgwardt[2]
- 1983 Martin Shubik, Ellis L. Johnson, Manfred Padberg et Harlan Crowder
- 1984 Narendra Karmarkar et Robert Tarjan
- 1985 Michael Maltz (en)
- 1986 Alexander Schrijver et Peter Whittle
- 1987 Non attribué
- 1988 Robin Roundy
- 1989 Jean Walrand (en), George Nemhauser et Laurence A. Wolsey
- 1990 Alvin E. Roth et Marilda Sotomayor
- 1991 Frank P. Kelly (en)
- 1992 Masakazu Kojima, Nimrod Megiddo, Shinji Mizuno, Toshihito Noma et Akiko Yoshise
- 1993 Thomas L. Magnanti (en), James B. Orlin (en) et Ravindra K. Ahuja (en)
- 1994 Edward Kaplan (en), Richard Cottle (de), Jong-Shi Pang et Richard Stone
- 1995 Robert J. Aumann, Michael B. Maschler (en), Martin L. Puterman, et Richard E. Stearns
- 1996 George Fishman
- 1997 Ralph Tyrrell Rockafellar et Roger Wets
- 1998 Non attribué
- 1999 Non attribué
- 2000 Olvi Mangasarian (en)
- 2001 J. Michael Harrison
- 2003 Nicolas Vieille et Ward Whitt
- 2004 Alexander Schrijver[3]
- 2005 Kalyan T. Talluri et Garrett J. van Ryzin
- 2006 Paul Glasserman
- 2007 David L. Applegate (de), Robert E. Bixby (de), Vašek Chvátal et William J. Cook (en)
- 2008 : Warren P. Adams, Hanif D. Sherali, et Lawrence M. Wein
- 2009 : Non attribué
- 2010 : Non attribué
- 2011 : David Easley (en) et Jon Kleinberg
- 2012 : Non attribué
- 2013 : David P. Williamson et David Shmoys
- 2014 : Non attribué
- 2015 : Gérard Cornuéjols, Giacomo Zambelli et Michele Conforti
- 2016 à 2018 : Non attribué
- 2019 : Tim Roughgarden, Omar Besbes, Yonatan Gur, N. Bora Keskin et Assaf Zeevi
- 2020 : Peyman Mohajerin Esfahani, Daniel Kuhn
- 2021 : Dimitris Bertsimas, Jack Dunn
- 2022 : Daniel Russo, Benjamin Van Roy, Yurii Nesterov